# Rio Jaù
Il Rio Jaù è un affluente del fiume Tietê dello Stato di San Paolo in Brasile. Deriva il proprio nome dall'abbondanza di pesci della specie Zungaro zungaro (in portoghese Jaù).

## Percorso
Il fiume nasce in comune di Torrinha e attraversa poi i territori comunali di Dois Córregos e Jaú, sfociando nel fiume Tietê nei pressi di Itapuí.